# De toutes nos forces
De toutes nos forces, inicialmente intitulado L'Épreuve d'une vie (prt: Com Todas As Nossas Forças; bra: Meu Pai, Meu Herói), é um filme franco-belga realizado por Nils Tavernier. O argumento foi baseado na história real do Team Hoyt. O filme foi transmitido nos cinemas de França a 26 de março e em Portugal a 23 de outubro. No Brasil, foi exibido pela primeira vez em 15 de novembro de 2014 na TV Globo, através da sessão Cine Fã-Clube.

## Elenco
- Jacques Gamblin como Paul Amblard
- Alexandra Lamy como Claire Amblard[6]
- Fabien Héraud como Julien Amblard
- Sophie de Fürst como Sophie Amblard
- Pablo Pauly como Yohan
- Xavier Mathieu como Sergio
- Christelle Cornil como Isabelle
- Frédéric Épaud como Doutor Pascal
- Sandra Leclercq como Lucie
- Lydia Guillermin como Demandante do IMC
- Sonia Jacob como Fisioterapeuta
- Laura Lardeux como Anne
- Yvette Petit como Senhora Blanchard
- Hélène Gourdin Doherty como Empregada de mesa
- Raphael Boyles como Atendente
- Laurence Laouadi como Educadora
- Nicolas Payan como Hospedeiro anfitrião Ironman
- Lionel Buisson como Mordomo do hotel
- Brigitte Chambon como Médica da corrida
- Stéphane Garcia como Apresentadora da corrida
- Frédéric Restagno como Oficial da corrida
- Sarah Langler como Empregada de mesa do 7 Laux
- Léo Dumorthier como Bombeiro
- Marine Thévenin como Katia
- Alexandre Ribeiro como Namorado de Julien
- Julien Menneson como Corredor

## Recepção
No The Australian, David Stratton disse que "o filme se esforça para ser inspirador e acaba sendo sentimental, mas, apesar de suas falhas, transmite uma sensação de alegria e triunfo pessoal."

## Galeria

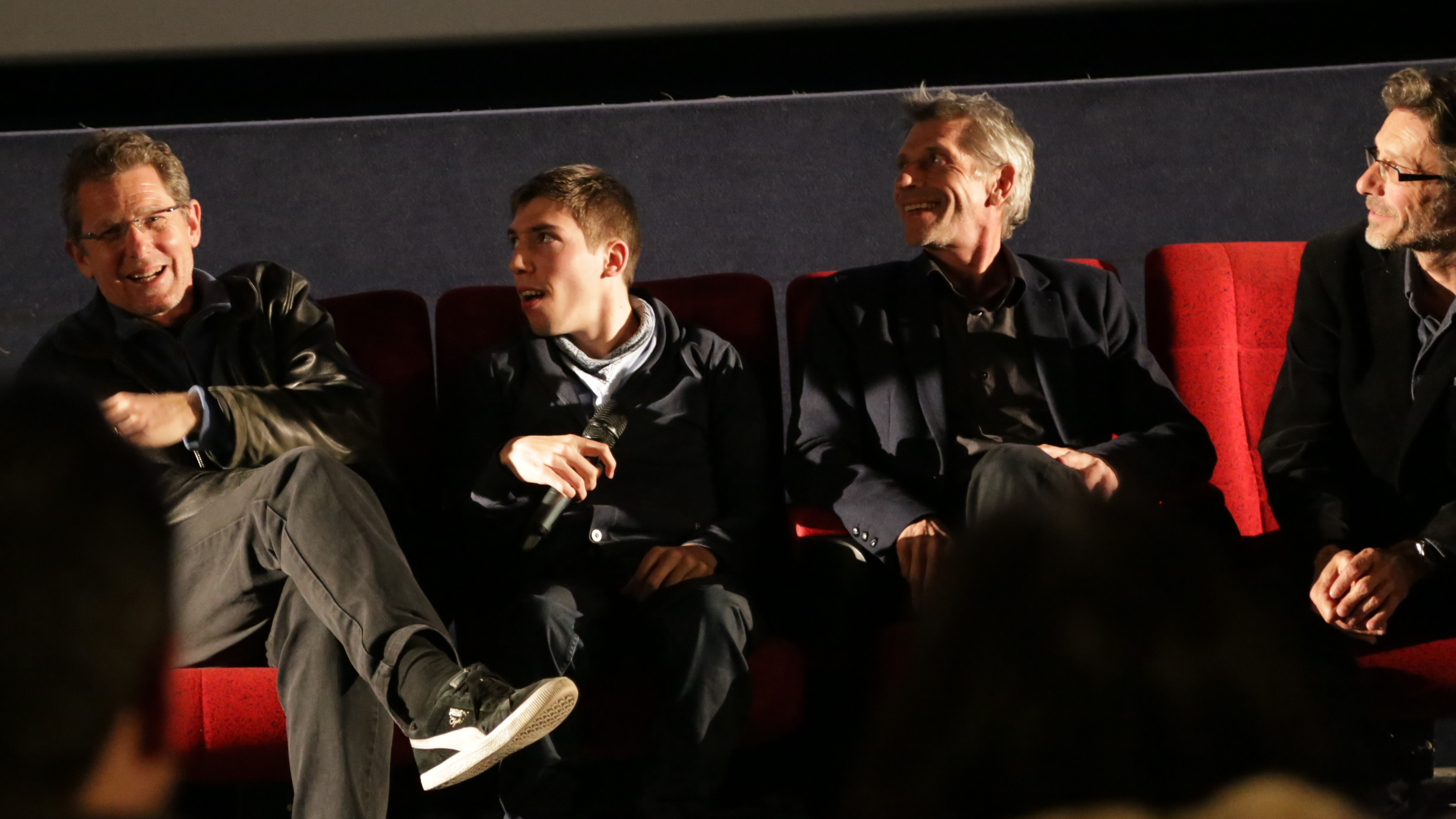
Philip Boëffard, Fabien Héraud, Jacques Gamblin e Nils Tavernier
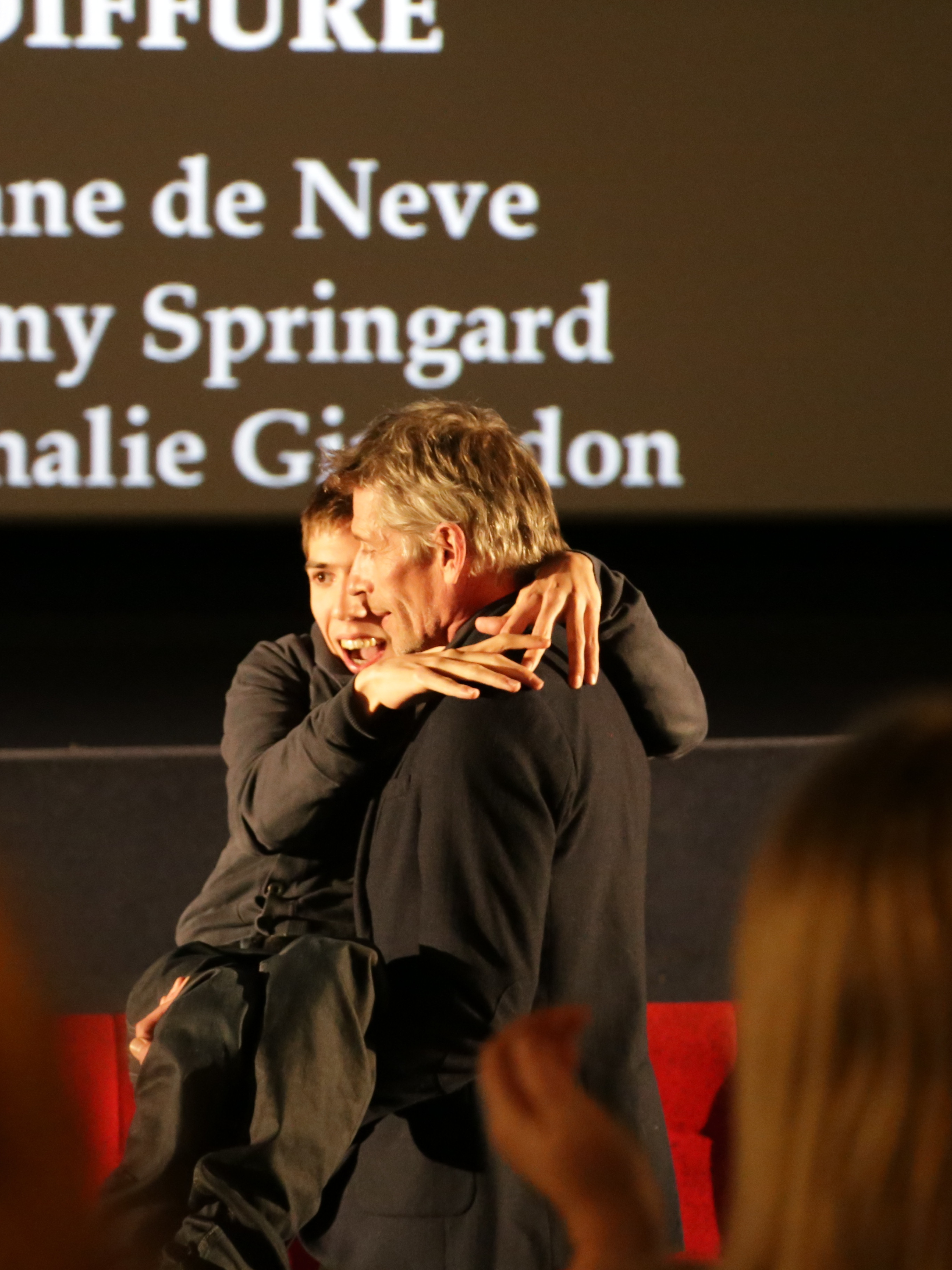
Fabien Héraud, sendo carregado por Jacques Gamblin
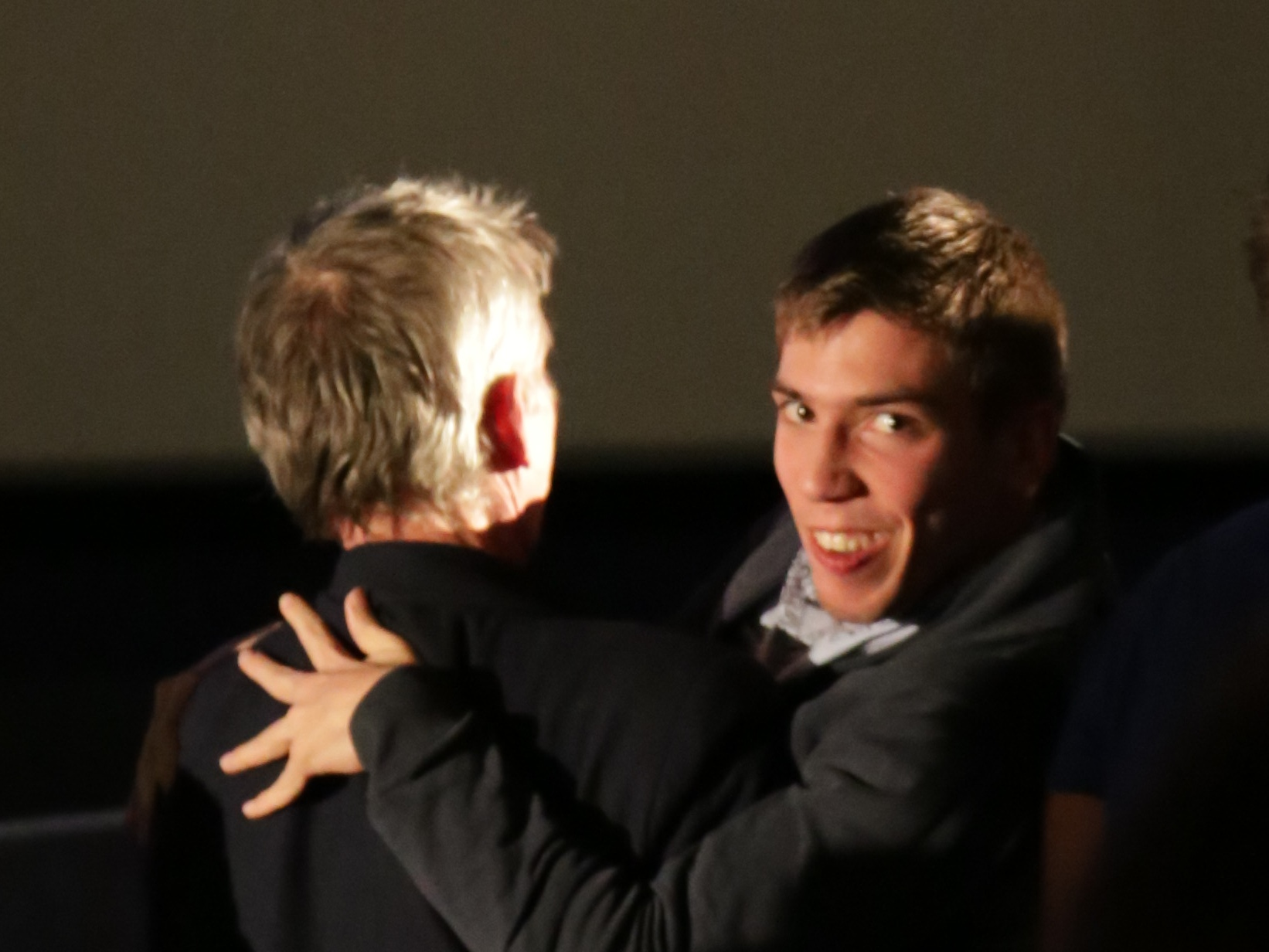
Fabien Héraud, na estreia do filme em Lião, em março de 2014